# Józef Gąsienica Daniel
Józef Gąsienica Daniel (* 15. Juni 1945 in Zakopane; † 8. Februar 2008 ebenda) war ein polnischer Nordischer Kombinierer und Skispringer. Zwischen 1965 und 1969 wurde er fünfmal polnischer Meister in der Nordischen Kombination.

## Werdegang
Gąsienica Daniel, der in seiner Karriere sowohl für WKS Zakopane als auch für Start Zakopane startete, wuchs als Jüngster in einer sportlichen Familie auf. So waren seine Geschwister Andrzej, Franciszek, Helena und Maria in diversen Wintersportarten aktiv und konnten dabei einige nationale Meistertitel gewinnen.
Gąsienica Daniel feierte seine ersten Erfolge auf nationaler Ebene, wo er 1965 als Neunzehnjähriger seinen ersten Meistertitel in der Kombination gewann. In den folgenden vier Jahren konnte er jeweils seinen Titel verteidigen. Bei den Skisprung-Meisterschaften erreichte er seine besten Einzelplatzierungen 1969 im heimischen Zakopane, als er von der Wielka Krokiew Silber sowie von der Średnia Krokiew Bronze holte. 
Bei den Weltmeisterschaften 1966 in Oslo belegte Gąsienica Daniel den 25. Platz. Darüber hinaus nahm er an den Olympischen Winterspielen 1968 in Grenoble teil und galt dabei sogar gemeinsam mit Józef Gąsienica als Favorit. Beim Gundersen-Wettkampf stürzte er allerdings bei seinem zweiten Sprung, sodass er chancenlos blieb und schließlich den 15. Platz belegte.
Neben diesen Großereignissen nahm Gąsienica Daniel an weiteren internationalen Wettbewerben teil. Dabei konnte er 1966, 1967 und 1969 das Czech-Marusarzówna-Memorial der Nordischen Kombinierer gewinnen. Auch im deutschen Reit im Winkl erreichte er das Podium.